# 奈良県立生駒高等学校
奈良県立生駒高等学校（ならけんりつ いこま こうとうがっこう、英: Nara Prefectural Ikoma High School）は、奈良県生駒市壱分町に所在する県立高等学校。

## 概要
部活動が活発で、例年全国大会・近畿大会等へ出場するクラブも多い。
2024年（令和6年）度より、吹奏楽部が、奈良県教育委員会より、部活動等に力を入れている学校を重点的に支援する「スポーツ・文化活動推進校」の指定を受け、それぞれの部活動に詳しい専門性の高い教員が顧問等として継続的に配置されている。

### スクール・ミッション
自立した社会人の育成を目指して、「知・徳・体」の調和のとれた豊かな人間性をはぐくみ、心身を鍛えることによって一人ひとりが高い志をもって目標達成に向けていきいきと行動ができる生徒を育てる。

### 教育目標

#### 目指す学校像
- 「夢を現実（かたち）に」を合い言葉として、生徒の自己実現を教職員が一丸となって支援する学校
- 限られた時間を有効に使い、文武両道の実現ができる生徒を育てる学校[3]

#### 目指す生徒像
- 自ら考え行動する生徒
- 豊かな人間性を身に付け、温もりのあふれる生徒[3]

#### 具体目標
1. 幅広い知識と教養を身に付け、真理を求める態度を養い、豊かな情操と道徳心を培うとともに、健やかな身体を養う。
2. 個人の価値を尊重して、その能力を伸ばし、創造性を培い、自主及び自律の精神を養うとともに、職業及び生活との関連を重視し、勤労を重んずる態度を養う。
3. 正義と責任、男女の平等、自他の敬愛と協力を重んずるとともに、公共の精神に基づき、主体的に社会の形成に参画し、その発展に寄与する態度を養う。
4. 生命を尊び、自然を大切にし、環境の保全に寄与する態度を養う。
5. 伝統と文化を尊重し、それらをはぐくんできた我が国と郷土を愛するとともに、他国を尊重し、国際社会の平和と発展に寄与する態度を養う。
6. 生徒の主体的・対話的で深い学びの実現に向けた授業改善を行う[3]。

### 教育方針
日本国憲法、教育基本法及び学校教育法に定められた教育の根本精神と、本県教育委員会より示された「学校教育の指導方針」に則って教育を推進する。創立以来培われた伝統を継承して、校歌・校訓の精神の具現化をはかる。

#### アドミッション・ポリシー
以下のような生徒の入学を待っている。
1. 本校のスクールミッションを理解し、その達成に前向きに取り組む生徒
2. 中学校の基本的な学力が身に付いており、新たな学習に対しても意欲的に取り組む生徒
3. 自ら考え、行動する生徒
4. 豊かな人間性を身に付け、温もりあふれる人格を養おうとする生徒
5. 人間尊重の精神を持ち、すすんで社会貢献しようとする生徒[1]

#### カリキュラム・ポリシー
生涯学習の基盤を培う観点に立ち、社会の変化に主体的に対応できる人間の育成を図ることを基本的なねらいとし、その実現のために以下の方針に基づいた教育を行う。
1. 心豊かな人間の育成
2. 基礎･基本の重視と個性を生かす教育の充実
3. 自己教育力の育成
4. 文化と伝統の尊重と国際理解の推進[1]

#### グラデュエーション・ポリシー
卒業までに以下の資質･態度・能力を身に付けた生徒を育成する。
1. 幅広い知識と教養を身に付け、真理を求める態度及び豊かな情操と道徳心
2. 個人の価値を尊重して、その能力を伸ばし、創造性を培い、自主及び自律の精神を有するとともに、職業及び生活との関連を重視し、勤労を重んずる態度
3. 正義と責任、男女の平等、自他の敬愛と協力を重んずるとともに、公共の精神に基づき、主体的に社会の形成に参画し、その発展に寄与する態度
4. 生命を尊び、自然を大切にし、環境の保全に寄与する態度
5. 伝統と文化を尊重し、それらをはぐくんできた我が国と郷土を愛するとともに、他国を尊重し、国際社会の平和と発展に貢献する力[1]

#### 校訓
校訓は、「剛毅」「敬愛」「創造」である。

## 沿革

### 概略
現在の校地は、1932年（昭和7年）まで映画会社ツキガタプロダクションと富国映画社の撮影所だった。

### 年表
- 1963年（昭和38年）4月1日 - 奈良県立生駒高等学校開校。
- 1964年10月26日 - 校歌制定。
- 1966年2月16日 - 校旗制定。
- 1987年3月10日 - 別館校舎竣工 。
- 1990年（平成2年）9月10日 - 本館校舎改築工事竣工。
- 1991年8月31日 - 北館校舎改築工事竣工。
- 2001年7月19日 - 第二体育館（アリーナ）落成。
- 2012年10月5日 ― 創立50周年を迎える。
- 2021年（令和3年）5月 ― 第一体育館(ホール)改修工事完了。
- 2022年10月5日 ― 創立60周年を迎える。

## 基礎データ

### 所在地
- 奈良県生駒市壱分町532-1

### アクセス
- 近鉄生駒線「一分駅」より南西へ約800m、徒歩約12分

### 象徴

#### 校章
校章の葉は、樫の葉である。樫の葉に象徴されるような、固い意志と強く豊かな人間に育って欲しい、との願いを込めて制定された。樫の葉を2枚組み合わせた字の形はVになり、ビクトリーの頭文字をも意味する。

#### 校歌
作詞は前川佐美雄、作曲は平井康三郎による。歌詞は3番まであり、各番に校名の「生駒高校」が登場する。

#### 制服
1996年4月に設置された学校改善委員会を中心とした学校改善の一つとして、女子の制服が新しく生まれ変わり、1999年度入学生から着用を始めた。

## 設置する課程、学科及び定員
- 全日制課程
  - 普通科 - 960名（募集人員320名、一般選抜）

## 教育課程
コース（類型）は2年次で文理選択する。3年次で文系はさらに2コースに分かれる。
- 文Iコース(主に私立大学、専門学校、就職を目指す)
- 文IIコース(国公立大学を目指す)
- 理コース

## 高校関係者と組織

### 高校関係者組織
- 奈良県立生駒高等学校学校運営協議会 - 保護者、地域住民、校長、関係行政機関の職員の中から委嘱された委員による機関。学校運営及び当該運営への必要な支援に関して協議する。
- 樫葉会（けんようかい） - 卒業生による同窓会組織[6]。
- 奈良県立生駒高等学校育友会 - 生徒保護者による保護者会組織で、会員は入会金及び年会費を納入する[7]。
- 奈良県高等学校PTA協議会 - 奈良県立教育研究所内に事務局を置くPTA協議会。奈良県立生駒高等学校育友会の会員をもって会員とし、会員は単位PTA分担金として会費を納入する。
- 奈良県立生駒高等学校樫木会 - 卒業生の保護者等による後援会・親睦会組織で、会員は会費を納入した[8]。1981年に発足し、2025年3月31日付けで解散した[9]。

### 高校関係者一覧

#### 著名な出身者
- 角田信朗（空手家）
- 津川昭（ハンドボール選手、元全日本監督）
- 梨原靖夫（ハンドボール選手）
- 森跳二（元野球選手、広島）
- 紫万新（宝塚歌劇団卒業生）
- 熊谷ニーナ（声優）
- 酒井藍（お笑いタレント、吉本新喜劇座長）
- 名倉涼（アナウンサー、奈良テレビアナウンサー）
- 吉浦剛史（スポーツ庁スポーツキャリアサポートコンソーシアム推進委員）